# مورچه انتحاری دم‌باریک

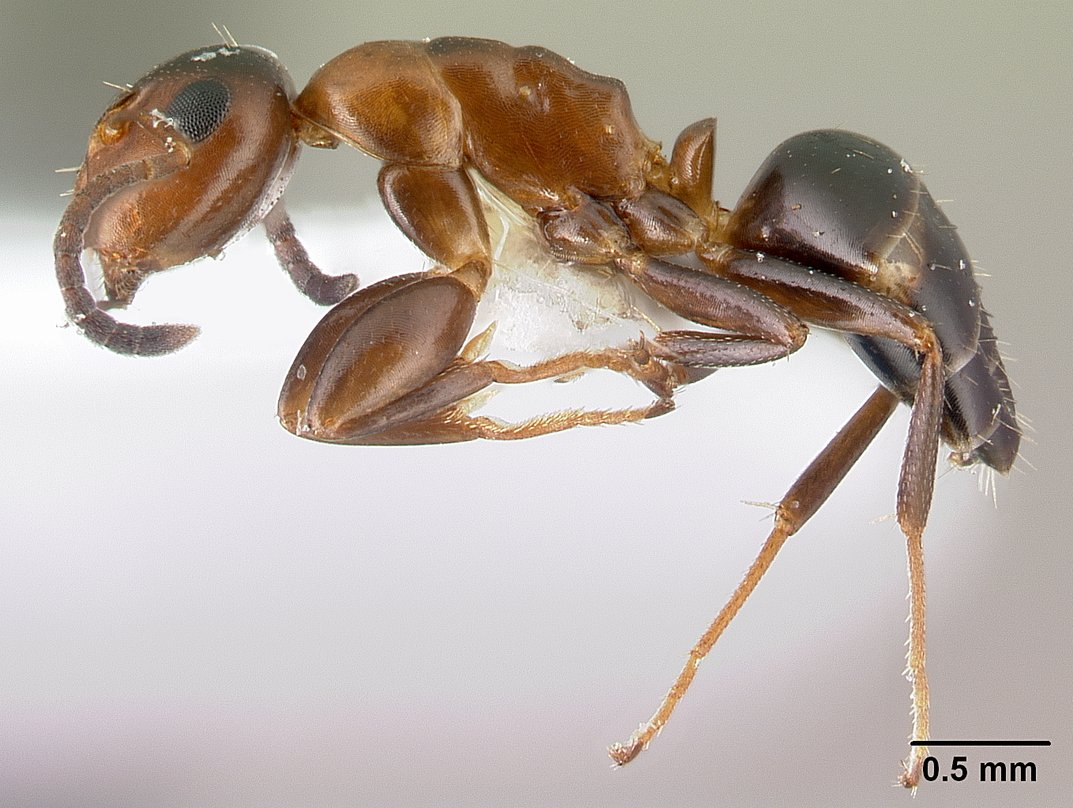
مورچه انتحاری دم‌باریک

مورچه انتحاری دم‌باریک یا کولوبوپسیس ترونکاتا (انگلیسی: Colobopsis truncata) گونه ای از مورچه و گونه نماد از جنس کلوبوپسیس است. این گونه برای اولین بار در سال ۱۸۰۸ توسط ام. اسپینولا، حشره‌شناس ایتالیایی توصیف شد. محدوده این گونه شامل جنوب اروپای شرقی، اروپای مرکزی و اسپانیا است.